# Cosmophasis albomaculata
Cosmophasis albomaculata är en spindelart som beskrevs av Schenkel 1944. Cosmophasis albomaculata ingår i släktet Cosmophasis och familjen hoppspindlar. Inga underarter finns listade i Catalogue of Life.